# Abaria ateduna
Abaria ateduna är en nattsländeart som beskrevs av Malicky och Chantaramongkol 1992. Abaria ateduna ingår i släktet Abaria och familjen Xiphocentronidae. Inga underarter finns listade i Catalogue of Life.